# Circonscription de Kasserine
La circonscription de Kasserine est une ancienne circonscription électorale tunisienne. Elle couvre le territoire du gouvernorat de Kasserine.
Lors de l'élection de l'assemblée constituante de 1956, elle porte le nom de circonscription de Thala-Sbeïtla.
Le décret-loi no 2022-55 du 15 septembre 2022 la divise en six circonscriptions.

## Résultats électoraux
Voici les résultats des élections constituantes tunisiennes de 2011 pour la circonscription ; la liste donne les partis ayant obtenu au moins un siège :
| Parti          | Parti                                                              | Voix    | %     | Sièges |
| -------------- | ------------------------------------------------------------------ | ------- | ----- | ------ |
|                | Ennahdha                                                           | 40 971  | 31,84 | 3      |
|                | Pétition populaire pour la liberté, la justice et le développement | 12 082  | 9,39  | 1      |
|                | Congrès pour la République                                         | 8 196   | 6,37  | 1      |
|                | Mouvement des démocrates socialistes                               | 5 758   | 4,47  | 1      |
|                | Parti démocrate progressiste                                       | 5 587   | 4,34  | 1      |
|                | Fidélité aux martyrs                                               | 5 070   | 3,94  | 1      |
| Inscrits       | Inscrits                                                           | 296 032 | 100   | 8      |
| Votants        | Votants                                                            | 141 361 |       | -      |
| Exprimés       | Exprimés                                                           | 128 674 | 100   | -      |
| Blancs et nuls | Blancs et nuls                                                     | 12 687  |       | -      |

## Représentants

### Constituants
|  | Nom                  | Parti                                             |
|  | -------------------- | ------------------------------------------------- |
|  | Ali Belhouane        | Front national (Néo-Destour)                      |
|  | Habib Chatti         | Front national (Néo-Destour)                      |
|  | Ammar Belhaj Othmane | Front national (Union nationale des agriculteurs) |
|  | Ahmed Bellamine      | Front national (Néo-Destour)                      |

|  | Nom                    | Image | Parti |
|  | ---------------------- | ----- | --- |
|  | Walid Bennani          |       | Ennahdha |
|  | Kheira Sghiri          |       | Ennahdha |
|  | Farh Necibi            |       | Ennahdha puis Parti de la construction nationale                                                                 |
|  | Rabiâa Nejlaoui        |       | Pétition populaire pour la liberté, la justice et le développement puis Nidaa Tounes                             |
|  | Mohamed Neji Gharsalli |       | Parti démocrate progressiste, Alliance démocratique puis indépendant                                             |
|  | Mohamed Ali Nasri      |       | Congrès pour la République, indépendant, Nidaa Tounes puis indépendant                                           |
|  | Mabrouk Harizi         |       | Fidélité aux martyrs, Mouvement Wafa puis Congrès pour la République                                             |
|  | Kamel Saâdaoui         |       | Mouvement des démocrates socialistes, indépendant, Ennahdha, Parti de la construction nationale puis indépendant |

### Députés
|  | Nom               | Parti                                                 |
|  | ----------------- | ----------------------------------------------------- |
|  | Hédi Khefacha     | Front national (Néo-Destour)                          |
|  | Béchir Achoura    | Front national (Néo-Destour)                          |
|  | Ammar Ben Dhahbia | Front national (Néo-Destour)                          |
|  | Rachid Jebbari    | Front national (Union générale tunisienne du travail) |

|  | Nom                      | Parti                       |
|  | ------------------------ | --------------------------- |
|  | Hédi Khefacha            | Parti socialiste destourien |
|  | Ahmed Khouni             | Parti socialiste destourien |
|  | Abdallah Ben Ghoula      | Parti socialiste destourien |
|  | Mohamed Mergheni Gadhoum | Parti socialiste destourien |

|  | Nom                      | Parti                       |
|  | ------------------------ | --------------------------- |
|  | Hédi Khefacha            | Parti socialiste destourien |
|  | Ahmed Khouni             | Parti socialiste destourien |
|  | Ezzedine Rehimi          | Parti socialiste destourien |
|  | Abdallah Saâdaoui        | Parti socialiste destourien |
|  | Mohamed Mergheni Gadhoum | Parti socialiste destourien |

|  | Nom               | Parti                       |
|  | ----------------- | --------------------------- |
|  | Mahmoud Messadi   | Parti socialiste destourien |
|  | Mohamed Bellamine | Parti socialiste destourien |
|  | Taoufik Essid     | Parti socialiste destourien |
|  | Ezzedine Rehimi   | Parti socialiste destourien |
|  | Boukhari Mejri    | Parti socialiste destourien |

|  | Nom                | Parti                                                               |
|  | ------------------ | ------------------------------------------------------------------- |
|  | Tijani Abid        | Parti socialiste destourien et Union générale tunisienne du travail |
|  | Mohamed Ali Sehili | Parti socialiste destourien et Union générale tunisienne du travail |
|  | Khaled Chaâbani    | Parti socialiste destourien                                         |
|  | Mohamed Ben Amor   | Parti socialiste destourien et Union générale tunisienne du travail |
|  | Ezzedine Rehimi    | Parti socialiste destourien                                         |
|  | Abdessalem El Amri | Parti socialiste destourien et Union nationale des agriculteurs     |

|  | Nom                  | Parti                                                 |
|  | -------------------- | ----------------------------------------------------- |
|  | Belgacem Dabcha      | Front national (Parti socialiste destourien)          |
|  | Khaled Chaâbani      | Front national (Parti socialiste destourien)          |
|  | Mohamed Kéfi Amri    | Front national (Union générale tunisienne du travail) |
|  | Abdelaziz El Arbaoui | Front national (Parti socialiste destourien)          |
|  | Abdessalem El Amri   | Front national (Union nationale des agriculteurs)     |
|  | Abdelwahed Jeliti    | Front national (Parti socialiste destourien)          |

|  | Nom                | Parti                                         |
|  | ------------------ | --------------------------------------------- |
|  | Belgacem Dabcha    | Union nationale (Parti socialiste destourien) |
|  | Yasmina Tlili      | Union nationale (Parti socialiste destourien) |
|  | Khaled Chaâbani    | Union nationale (Parti socialiste destourien) |
|  | Habib Khouni       | Union nationale (Parti socialiste destourien) |
|  | Abdelmajid Azzouzi | Union nationale (Parti socialiste destourien) |

|  | Nom                 | Parti                                      |
|  | ------------------- | ------------------------------------------ |
|  | Mondher Zenaidi     | Rassemblement constitutionnel démocratique |
|  | Belgacem Dabcha     | Rassemblement constitutionnel démocratique |
|  | Tahar Letifi        | Rassemblement constitutionnel démocratique |
|  | Badreddine Missaoui | Rassemblement constitutionnel démocratique |
|  | Brahim Fridhi       | Rassemblement constitutionnel démocratique |
|  | Azzem Mabrouk       | Rassemblement constitutionnel démocratique |

|  | Nom                 | Parti                                      |
|  | ------------------- | ------------------------------------------ |
|  | Mondher Zenaidi     | Rassemblement constitutionnel démocratique |
|  | Abdelaziz Chaâbani  | Rassemblement constitutionnel démocratique |
|  | Ahmed Ferhi         | Rassemblement constitutionnel démocratique |
|  | Badreddine Missaoui | Rassemblement constitutionnel démocratique |
|  | Noureddine Rezigui  | Rassemblement constitutionnel démocratique |
|  | Azzem Mabrouk       | Rassemblement constitutionnel démocratique |

|  | Nom                 | Parti                                      |
|  | ------------------- | ------------------------------------------ |
|  | Mondher Zenaidi     | Rassemblement constitutionnel démocratique |
|  | Abdelaziz Chaâbani  | Rassemblement constitutionnel démocratique |
|  | Ahmed Ferhi         | Rassemblement constitutionnel démocratique |
|  | Badreddine Missaoui | Rassemblement constitutionnel démocratique |
|  | Noureddine Rezigui  | Rassemblement constitutionnel démocratique |
|  | Samira Zarroug      | Rassemblement constitutionnel démocratique |
|  | Tajeddine Bekri     | Rassemblement constitutionnel démocratique |

|  | Nom                         | Parti                                      |
|  | --------------------------- | ------------------------------------------ |
|  | Habib Rabhi                 | Rassemblement constitutionnel démocratique |
|  | Mohamed Kamel Khalfi        | Rassemblement constitutionnel démocratique |
|  | Habib Belgasmi              | Rassemblement constitutionnel démocratique |
|  | Abdelaziz Chaâbani          | Rassemblement constitutionnel démocratique |
|  | Amel Bent Abdelwahed Jeliti | Rassemblement constitutionnel démocratique |
|  | Manoubia Ghodhbani          | Rassemblement constitutionnel démocratique |

|  | Nom                | Parti                                      |
|  | ------------------ | ------------------------------------------ |
|  | Yahia Aloui        | Rassemblement constitutionnel démocratique |
|  | Moneim Chaâbani    | Rassemblement constitutionnel démocratique |
|  | Othman Ferhi       | Rassemblement constitutionnel démocratique |
|  | Mabrouk Khachnaoui | Rassemblement constitutionnel démocratique |
|  | Manoubia Ghodhbani | Rassemblement constitutionnel démocratique |
|  | Lotfi Mhammedi     | Rassemblement constitutionnel démocratique |
|  | Fatma Zohra Guesmi | Rassemblement constitutionnel démocratique |